# Hans Albers

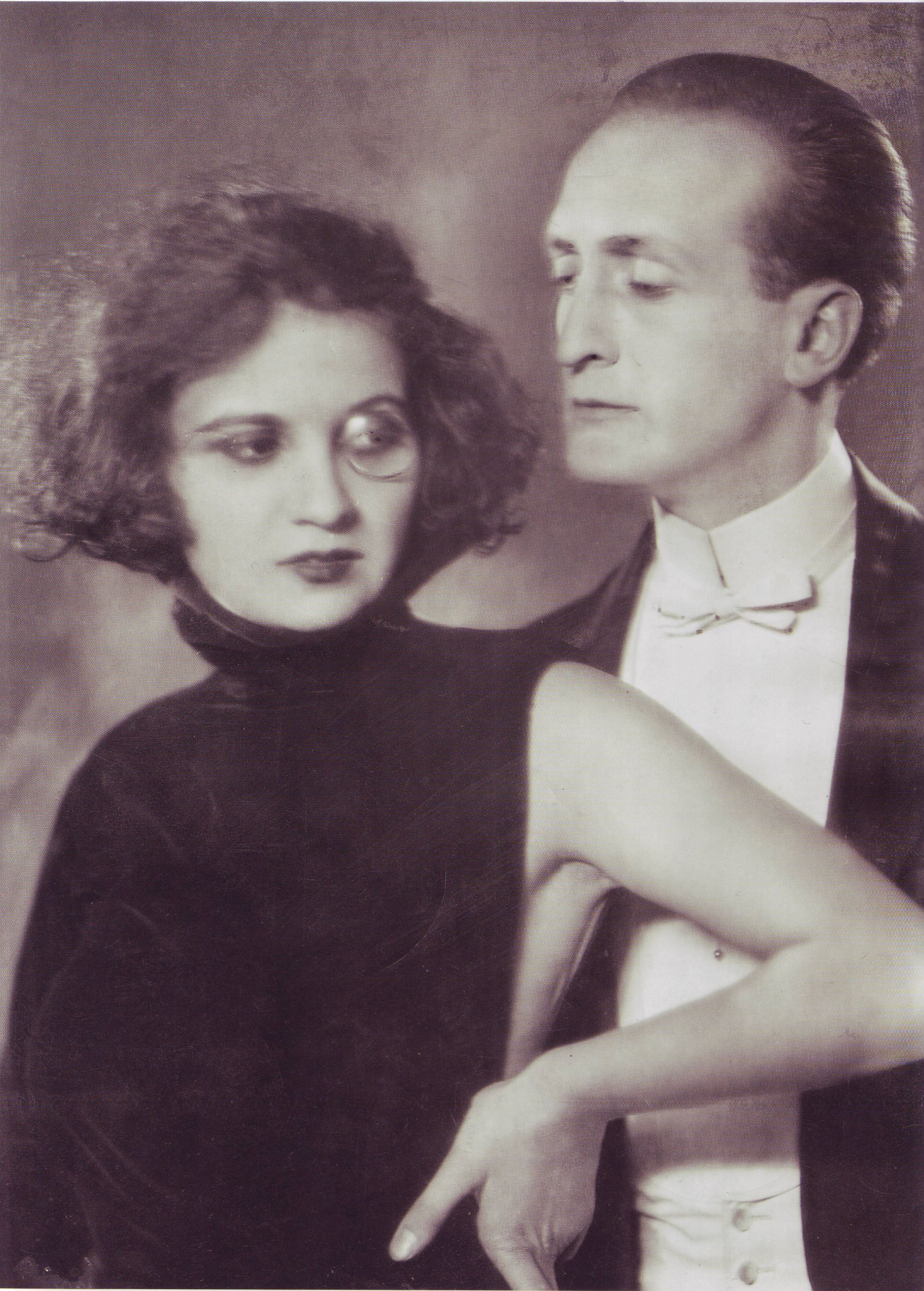
Hans Albers med okänd skådespelerska 1924.

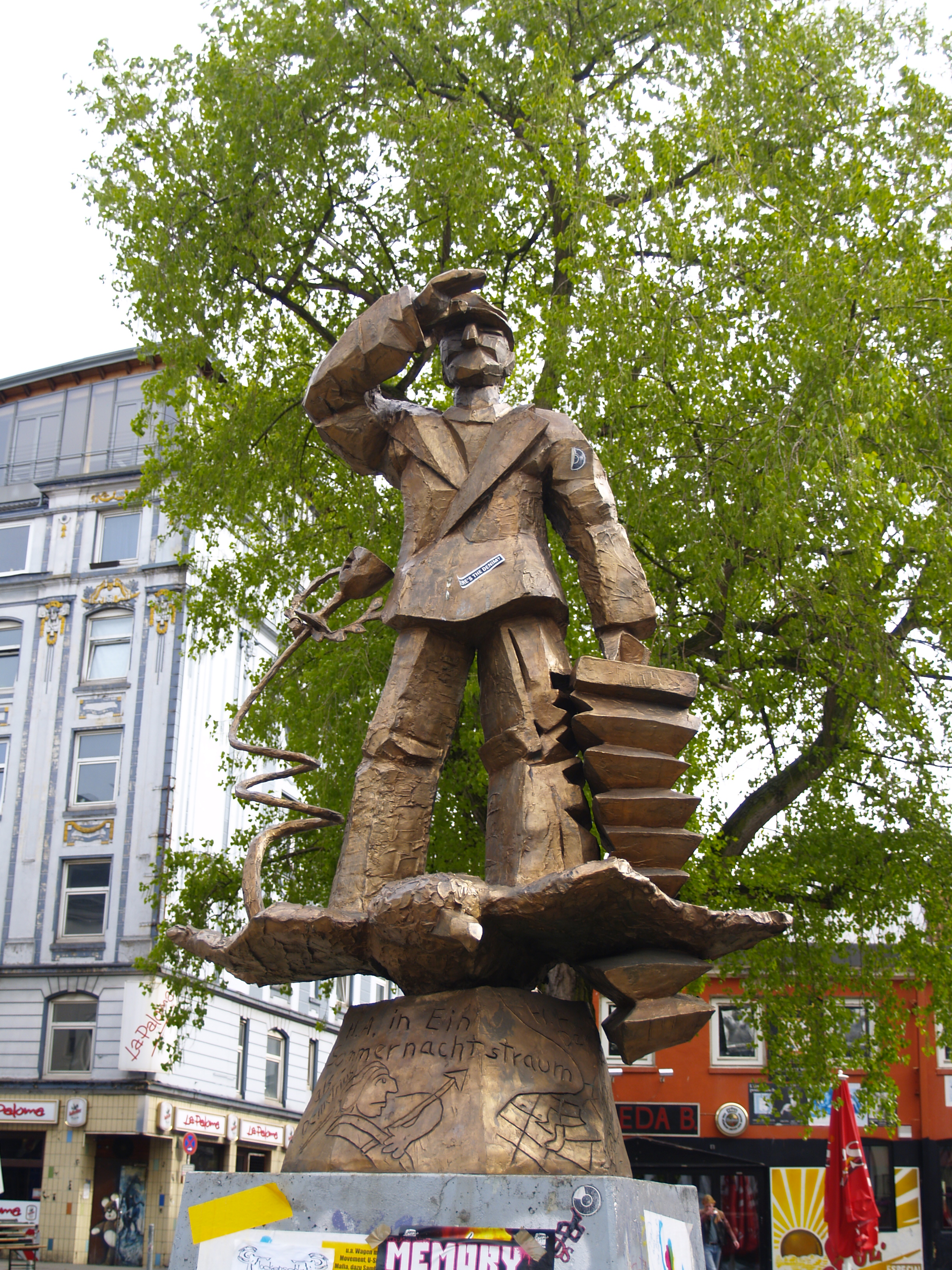
Staty av Hans Albers i Hamburg.

Hans Philipp August Albers, född 22 september 1891 i Hamburg, död 24 juli 1960 i Starnberg i Bayern, var en tysk skådespelare. Albers var under 1930-talet och 1940-talet en av Tysklands största filmstjärnor, ofta, men inte uteslutande i lättsamma underhållningsfilmer. Ett av hans signum på film var att med dragspel och blont hår framföra visor om sjömäns amorösa upptåg och äventyr. Hans kändaste visa var "Auf der Reeperbahn nachts um halb eins" från filmen Människor i hamn 1944.
Albers växte upp i stadsdelen Hamburg-St. Georg. I tonåren blev han intresserad av skådespel och tog lektioner utan sina föräldrars vetskap. Efter första världskriget reste han till Berlin där han kom att spela komedi på stadens olika teaterscener. I staden kom han även att träffa sin livskamrat Hansi Burg, dotter till skådespelaren Eugen Burg. Albers filmdebuterade vid mitten av 1910-talet och medverkade på 1920-talet varje år i flera stumfilmer. 1929 hade han huvudrollen i en av Tysklands tidigaste ljudfilmer Die Nacht gehört uns.
Albers liv tog en vändning 1933 i och med att Weimarrepubliken föll och Nazityskland bildades. Hansi Burg var judinna och den nya regimen accepterade inte förhållandet, även om de under en tid tack vare Albers stora popularitet inte vidtog några åtgärder. Hennes far bannlystes från skådespelaryrket. Paret flyttade först till Bayern en tid, men Burg kunde, genom ett äktenskap med en norrman, resa först till det neutrala Schweiz, och senare till Storbritannien 1939. De höll fortsatt kontakt i smyg, och han lyckades även skicka pengar till henne. Han fortsatte samtidigt filmkarriären i Tyskland, men försökte att förhålla sig neutral politiskt och medverka i så få av regimens propagandafilmer och tillställningar som möjligt. Han kunde inte helt undvika det. Han gjorde huvudrollen i den antibrittiska propagandafilmen Carl Peters 1939. 1943 accepterade han efter en stor summa pengar ett erbjudande från UFA att spela huvudrollen i storfilmen Münchhausen.
Efter krigsslutet 1945 avtog hans popularitet något men han var fortsatt aktiv som skådespelare fram till sin död 1960, ofta fortfarande i huvudroller. Han återförenades också med Hansi Burg som han levde med resten av sitt liv. Kort innan sin död tilldelades han Förbundsrepubliken Tysklands förtjänstorden, klass Großes Verdienstkreuz.

## Filmografi i urval
- 1915 – Jahreszeiten des Lebens
- 1920 – Grand Hotel Babylon
- 1923 – Baron Jönsson
- 1924 – Kärleksrus
- 1927 – Bara en danserska
- 1927 – En perfekt gentleman
- 1929 – Asfalt
- 1929 – Natten tillhör oss
- 1930 – Blå ängeln
- 1931 – En natti Monte Carlo
- 1932 – Hoppla, här kommer jag!
- 1932 – F.P.1 svarar ej
- 1933 – En viss Herr Gran
- 1933 – Flyktingar
- 1934 – Guld
- 1935 – Vän eller fiende
- 1936 – Savoy Hotel 217
- 1936 – Kontraband
- 1937 – Den falske Sherlock Holmes
- 1938 – Sergeant Berry vid hemliga polisen
- 1943 – Münchhausen
- 1944 – Människor i hamn
- 1947 – ... und über uns der Himmel
- 1954 – Flickorna på Reeperbahn
- 1957 – Das Herz von St. Pauli
- 1960 – Kein Engel ist so rein